# Eduardo Quaresma
Eduardo Filipe Quaresma Coimbra Simões (* 2. März 2002 in Barreiro) ist ein portugiesischer Fußballspieler, der beim Erstligisten Sporting Lissabon unter Vertrag steht.

## Karriere

### Verein
Der in Barreiro geborene Eduardo Quaresma begann seine fußballerische Ausbildung bereits im Alter von drei Jahren beim lokalen Verein GD Fabril do Barreiro. Sechs Jahre später wechselte er in die Jugend von Sporting Lissabon. Zur Saison 2019/20 begann er in der Reservemannschaft der Leões zu spielen. Im März 2020 wurde er in die erste Mannschaft von Cheftrainer Rúben Amorim befördert, sein Debüt verzögerte sich jedoch aufgrund der Zwangspause wegen der COVID-19-Pandemie. Am 4. Juni 2020 (25. Spieltag) stand er beim 2:2-Unentschieden gegen Vitória Guimarães erstmals in der höchsten portugiesischen Spielklasse auf dem Platz. Am 16. Juni unterzeichnete er eine Vertragsverlängerung bis zum Sommer 2025.
2021 wechselte er auf Leihbasis zum portugiesischen Erstligisten CD Tondela.
Im Sommer 2022 wechselte Quaresma auf Leihbasis mit Kaufoption für ein Jahr zur TSG Hoffenheim. Nachdem er zu Beginn der Saison 2022/23 nur bei der zweiten Mannschaft der TSG in der Regionalliga Südwest zum Einsatz gekommen war, gab er im Oktober 2023 beim 0:3-Auswärtssieg gegen den FC Schalke 04 sein Debüt für Hoffenheim in der Bundesliga, als er in der 88. Spielminute für Robert Skov eingewechselt wurde. Es folgten für Quaresma nur drei weitere Kurzeinsätze, woraufhin die Kaufoption im Sommer 2023 nicht gezogen wurde.

### Nationalmannschaft
Im April und Mai 2017 bestritt Eduardo Quaresma vier Länderspiele für die portugiesische U15-Nationalmannschaft. Zwischen November 2017 und Mai 2018 stand er in neun Freundschaftsspielen der U16 auf dem Spielfeld und trug in sechs davon auch die Kapitänsschleife. Im September 2018 war er das erste Mal für die U17 im Einsatz. Im Mai 2019 führte er diese Auswahl als Kapitän durch die U-17-Europameisterschaft 2019 in Irland und bestritt alle vier Spiele. Im Anschluss an das Turnier war er nach 14 Länderspielen nicht mehr für diese Altersklasse im Einsatz.
Seit September 2019 ist Quaresma für die U18 im Einsatz und nur einen Monate später absolvierte er auch seine ersten Länderspiele in der U19.

## Persönliches
Eduardo Quaresma ist mit dem ehemaligen brasilianischen Fußballspieler Zico verwandt.